# モンテ・サンタ・マリーア・ティベリーナ
モンテ・サンタ・マリーア・ティベリーナ（伊: Monte Santa Maria Tiberina）は、イタリア共和国ウンブリア州ペルージャ県にある、人口約1,100人の基礎自治体（コムーネ）。

## 地理

### 位置・広がり

#### 隣接コムーネ
隣接するコムーネは以下の通り。括弧内のARはアレッツォ県所属を示す。
- アレッツォ (AR)
- チッタ・ディ・カステッロ
- モンテルキ (AR)

### 気候分類・地震分類
モンテ・サンタ・マリーア・ティベリーナにおけるイタリアの気候分類 (it) および度日は、zona E, 2487 GGである。
また、イタリアの地震リスク階級 (it) では、zona 2 (sismicità media) に分類される。

## 行政

### 分離集落
モンテ・サンタ・マリーア・ティベリーナには、以下の分離集落（フラツィオーネ）がある。
- Gioiello, Lippiano, Marcignano, Ranzola, Trevine